# دیر الأحمر
دیر الأحمر (به عربی: دیر الأحمر) یک منطقهٔ مسکونی در لبنان است که در استان بقاع واقع شده‌است.

## خصوصیات
دیر الأحمر ۱٬۱۵۰ متر بالاتر از سطح دریا واقع شده‌است.